# Berjozovskij (město v Kemerovské oblasti)
Berjozovskij (rusky Берёзовский) je město v Kemerovské oblasti v Ruské federaci. Při sčítání lidu v roce 2010 měl bezmála padesát tisíc obyvatel.

## Poloha a doprava
Berjozovskij leží v severní části Kuzněcké pánve ve vzdálenosti přibližně 35 kilometrů severovýchodně od Kemerova, správního střediska oblasti. Na jeho území leží dvě stanice (Zabojščik – Забойщик a Birjulinskaja – Бирюлинская) na železniční trati z Kemerova do Anžero-Sudženska.

## Dějiny
Berjozovskij byl založen v roce 1949 jako sídlo pro dělníky stejnojmenného uhelného dolu. Dne 11. ledna 1965 byl sloučen s dvěma sousedními sídly podobného charakteru, Kurganovkou a Okťabrským a vzniklé město si nechalo název Berjozovskij. Ten je odvozen od ruského slova берёза – berjoza – bříza.